# Guerras husitas
Las cruzadas contra los husitas implicaron las acciones militares contra los partidarios de Jan Hus en Bohemia durante el período comprendido entre 1419 hasta 1434. Estos fueron los primeros combates en Europa en los que las armas portátiles de fuego, como los cañones de mano, los arcabuces y los mosquetes, tuvieron una contribución decisiva.

## El aspecto socio-nacional
Los colonos alemanes contribuyeron en gran manera a la creación de las primeras ciudades importantes de Bohemia. Estos colonos formaban la clase alta bajo cuya dirección vivía la población checa. Ante todo las ciudades de Kutná Hora (en alemán Kuttenberg) y Jihlava (en alemán Iglau), que se contaban entre las más ricas de Bohemia, estaban dominadas por los colonos alemanes. Al principio se aceptaba el predominio de los alemanes porque se podía sacar provecho de ello, incluso la nobleza local aceptaba la cultura caballeresca alemana. Pero a finales del siglo XIV se estancó el flujo de colonos, y la población local empezó a mostrar una alta conciencia de sí misma, basada en su propia lengua, que servía de lazo de unión y al mismo tiempo les diferenciaba de los colonos alemanes y que fue evolucionando hacia una identidad checa. La literatura cortesana, que procedía mayoritariamente de países alemanes, empezó a traducirse a la lengua vernácula. Lo mismo sucedía con los textos religiosos, traducidos por el clero bohemio, precursor de la incipiente conciencia nacional.
El predominio de los inmigrantes alemanes comenzó a tambalear. Al cesar el flujo de colonos a finales del siglo XIV, creció la proporción de checos en la población urbana, la cual dirigió sus agresiones contra los extranjeros que ocupaban cargos elevados, por ejemplo, en la administración de las ciudades. Así se incrementó el antagonismo entre la clase baja checa y la clase alta alemana. Por parte alemana, aumentó la envidia y la rivalidad hacia la baja nobleza checa, que estaba ocupando más cargos eclesiásticos a medida que se elevaba su nivel cultural. El rey checo Wenceslao fomentó la aspiración nacional en Bohemia y en 1408 instituyó un Consejo municipal en Praga compuesto mayormente por checos.

## El aspecto religioso y la influencia de Wycliffe
Al mismo tiempo que crecía la aspiración nacional en Bohemia, surgía un movimiento reformista a causa de la decadencia moral de la iglesia y el deseo de una renovación fundamental. La Iglesia había perdido en el siglo XIV la credibilidad que gozaba antes. Crearon malestar especialmente la simonía -acumulación de riquezas a través de prebendas eclesiásticas- y la subsiguiente pérdida de credibilidad, ante todo a consecuencia del Papado de Aviñón entre 1309 y 1377, donde el papado era un títere en manos del Rey francés y la agudización de la crisis en 1378 a raíz del Cisma de Occidente.
En la época de esta crisis circulaban los escritos del filósofo inglés Juan Wiclef entre los estudiantes de la Universidad de Praga. El interés se centraba al principio en los escritos filosóficos, más que en los tratados teológicos y político-religiosos. En dichos textos atacaba "en nombre de la Biblia" la autoridad y el poder de toda la jerarquía eclesiástica. Para Wiclef, la Biblia constituye el fundamento de su ideología, en la cual debe basarse para sus argumentos.
De esta manera atacaba el poder secular de la Iglesia y, por tanto, sus posesiones y riquezas terrenales, que no son justificables por la Biblia. Partiendo de esta premisa, a los señores seculares les está permitido sustraer los bienes a las iglesias pecadoras. Así pues, cada creyente tiene el deber de conocer por sí mismo la Biblia. La comunión anual tampoco está basada en la Biblia. Otro punto que criticaba era la Eucaristía. En su opinión, al celebrar la Eucaristía no se produce la transubstanciación del pan y el vino, es decir, que las sustancias pan y vino no se transforman en el cuerpo y la sangre de Cristo, sino que se trata más bien de un acto simbólico. Esta es una de las pocas opiniones que Hus no compartía. Los sacramentos que administra la Iglesia los considera superfluos. Deniega la obediencia a todo eclesiástico que se halle en pecado mortal. Critica la autoridad del Papa y el bienestar material de la Iglesia, que contradice la ideología de la vida en pobreza, y pone en entredicho la autoridad del Papado en general.
A principios del siglo XIV Jan Hus tuvo conocimiento de estos escritos. No solo los leyó, sino que comentó algunos pasajes y amplió algunas tesis. A comienzos de 1403 aparecieron las llamadas 45 tesis de Wiclef. En un principio eran 24 tesis que se habían agrupado durante el sínodo de Londres de 1382, pero el magister praguense Johannes Hübner había añadido 21 más. Reina el consenso entre los eruditos de que "todas las corrientes que se apercibían entonces en el movimiento reformista bohemio: el wiclefismo, la reforma nacional checa y la agudización de la crítica por la penosa situación moral" confluyeron en Jan Hus, quien se convirtió en la encarnación fundamental y trágica del husismo. Hus puso pronto en práctica las teorías de Wiclef.

## Condena del Concilio de Constanza
Para poner fin a la división de la cristiandad occidental, el emperador Segismundo convocó el concilio de Constanza, más tarde ratificado por el antipapa Juan XXIII (antipapa) y luego confirmado por el papa Gregorio XII. En esta ocasión, Jan Hus tuvo la ilusión de presentarse a la asamblea conciliar para defender sus doctrinas y ser declarado inocente.
El concilio duró del 5 de noviembre de 1414 al 22 de abril de 1418. El emperador prometió a Hus darle un salvoconducto para acudir allí y explicar sus postulados. Hus llegó a Constanza el 3 de noviembre, dos días antes de que se abriera el concilio, donde se presentó a los teólogos del concilio, pero las trabas de sus propios compatriotas, que habían difundido un juicio muy negativo sobre él y sobre sus doctrinas, no permitieron que saliera triunfante como lo esperaba. La excomunión le prohibía celebrar la misa y predicar, pero Hus no hizo caso y trasgredió la prohibición, por lo que fue detenido el 28 de noviembre en casa de un capitular y encarcelado -a pesar de lo apalabrado- en un edificio del convento de los Dominicos. Cuando el emperador Segismundo llegó el 24 de diciembre, se mostró enojado por no haberse cumplido lo que había prometido, pero no hizo nada por ayudar a Hus. Asimismo Segismundo quería heredar la corona bohemia de su hermano Wenceslao, por lo que le interesaba más que se rehabilitara la reputación de Bohemia.
El 24 de marzo de 1415 se trasladó a Hus a la torre de los Descalzos y más tarde fue encarcelado en la torre del palacio obispal en Gottlieben (actualmente Suiza). El 4 de mayo condenó el Concilio a Wiclef y su doctrina a título póstumo. El 5 de junio de 1415 se llevó a Hus al convento de los Franciscanos, donde pasó sus últimas semanas de vida. Del 5 al 8 de junio de 1415 fue sometido a interrogatorio en el refectorio del convento. El Concilio le exigía que se retractara y abjurara públicamente de su doctrina. Hus se negó a retractarse de ser seguidor de algunas de las doctrinas de Wiclef y se mantuvo firme hasta finales de junio. En la asamblea general del Concilio, celebrada la mañana del 6 de julio de 1415, fue condenado por herejía y abandonado en manos del brazo secular. El emperador le acusó de traición y le condenó a morir en la hoguera, ejecutándose la sentencia ese mismo día. Los verdugos esparcieron las cenizas por el Rin. En dicha asamblea estaban presentes, como representantes del poder secular, el Emperador Segismundo, Federico de Hohenzollern, Luis III del Palatinado y un magnate húngaro. Como representantes del poder eclesiástico dieron su voto el obispo cardenal de Ostia, el obispo de Lodi, el obispo de Concordia y el arzobispo de Milán. Como el papa Gregorio XII había abdicado antes, la condena se hizo sin participación papal.

## La guerra
El movimiento husita asumió un carácter revolucionario desde el momento en que Jan Hus fue ajusticiado en Constanza el 6 de julio de 1415. Los caballeros y nobles de Bohemia, que estaban a favor de la reforma de la Iglesia, enviaron al Concilio de Constanza, el 2 de septiembre de 1415, una protesta conocida como la prostestatio Bohemorum condenando la ejecución de Hus con las palabras más duras. La actitud del emperador Segismundo fue la de enviar, a su vez, unas cartas a Bohemia declarando que aniquilaría de inmediato a todos los wiclifistas y husitas, lo que enfureció al pueblo. Las revueltas se produjeron en diversas partes de Bohemia.
Los husitas se habían dividido formando dos facciones. Poco tiempo antes de su muerte, Hus había aceptado una doctrina adoptada, durante su ausencia, por sus seguidores en Praga, denominada utraquismo en la que era obligado, para sus creyentes, el recibir la comunión bajo las dos especies. Los husitas utraquistas tomaron como símbolo el cáliz. Al mismo tiempo, los reformadores más radicales se negaban a reconocer cualquier autoridad, del tipo que fuere, deseando vivir exclusivamente según las leyes de la Biblia. Fueron conocidos como los taboritas por ser la ciudad de Tábor el lugar en el que se hallaba su sede.

## Defenestración y primeros combates (1419)
La actuación del Emperador Segismundo contra Jan Hus desató un levantamiento. El 30 de julio de 1419 tuvo lugar la primera defenestración de Praga cuando los husitas entraron violentamente en el Ayuntamiento y echaron por la ventana a varios concejales. Según fuentes contemporáneas, cuando llegó al rey la noticia de la defenestración, a Wenceslao le dio un ataque y murió a las pocas semanas, el 16 de agosto de 1419. Los husitas no quisieron reconocer como rey a su hermano Segismundo porque en su día no había proporcionado a Hus el salvoconducto prometido y le consideraban como su asesino. Durante los días siguientes a la muerte de Wenceslao, masas de husitas se adueñaron de iglesias y conventos en Praga, los destruyeron o los incendiaron. Este levantamiento duró varias semanas.
En noviembre de 1419, 135 nobles fueron mandados al exilio a raíz de los combates habidos entre husitas radicales y mercenarios de Vicente de Wartenberg por un barrio de Praga. Al final se llegó a un acuerdo de paz que duró hasta abril de 1420. Los escabinos devolvieron el castillo de Vysehrad a la reina regente Sofía de Bohemia que había sido ocupado por los husitas un año antes. Los husitas radicales, decepcionados, abandonaron Praga al mando de Jan Žižka y se dirigieron a Pilsen, que era un centro de este movimiento. Esta ciudad se convirtió así en el blanco de la alianza católica, encabezada por la nobleza de la Bohemia occidental. En diciembre de 1419 se produjo el primer encuentro militar en las cercanías de Pilsen entre tropas reales católicas y un pequeño destacamento de husitas, que se llevaron la victoria.

## Primera cruzada (1420)
La bula del papa Martín V del 1 de marzo de 1420 dio lugar a una auténtica cruzada contra los herejes checos. A finales de marzo, tropas católicas atacaron a un destacamento de husitas en la batalla de Sudoměř, en la que 400 taboritas al mando de Žižka resistieron la embestida de unos 2000 jinetes católico-imperiales. Aquí empezó a desarrollarse la táctica defensiva con los vagones de guerra (Wagenburg) por parte de los husitas, y esta victoria aumentó la fama de Žižka como militar. El 7 de abril conquistaron los taboritas Pisek, Strakonice y Prachatice y destruyeron los conventos de Nepomuceno y Zlatá Koruna. Los calixtinos o utraquistas se hicieron con el poder en Praga, y la llegada de su comandante Vicente de Wartenberg reforzó aún más la voluntad de resistir de los husitas.
Otro ejército cruzado cruzó la frontera con Bohemia y el 3 de mayo capituló Hradec Králové (en alemán Königgrätz). Mercenarios checos y alemanes rodearon el Hradčany y lo tomaron. Los realistas fueron reforzados por nobles, caballeros y burgueses que declararon la guerra a los praguenses. Las condiciones para la rendición resultaban inaceptables para los husitas, que llamaron en su auxilio a la población campesina. Los taboritas acudieron y se enfrentaron al enemigo en Benesov. Pedro de Sternberg pudo romper con los suyos el cerco que pretendían echarles 400 realistas e incendiaron el poblado. El 20 de mayo salió un contingente de caballería húngara de Kutná Hora y los taboritas montaron los carros de guerra en un punto estratégico cerca de Porici, con lo que desbarataron la arremetida de la caballería católica.
En junio de 1420 se reunieron las fuerzas austriacas con las realistas alemanas en Beroun. El emperador Segismundo salió de Breslavia con un fuerte ejército y empezó a sitiar el Hradčany, el castillo de Praga. Los husitas de Žižka impidieron con su victoria en la batalla de Vitkov, el 14 de julio de 1420, que se apoderase de toda la ciudad. El noble checo Ulrico de Rosenberg junto con el duque Ernesto de Baviera-Múnich pusieron sitio con sus tropas a Tábor, el centro de los husitas. En ayuda de los sitiados acudieron 350 husitas al mando de Nicolás de Hus para contraatacar, pero fueron derrotados. El duque de Baviera prosiguió el cerco y terminó apoderándose de Tábor el 9 de julio. Todos los sitiados fueron masacrados y quemados.
El 15 de septiembre de 1420 empezó el asedio de Vysehrad. La artillería husita mantuvo a raya a la caballería húngara y alemana, luego arremetieron los sitiados y mataron a 400 jinetes, sin hacer prisioneros. Los realistas se retiraron a Praga y Žižka impuso un duro régimen que terminó con la muerte y expulsión de muchos alemanes de Bohemia.

## Segunda y tercera cruzadas (1421, 1422)
La segunda cruzada de 1421 también fracasó. Federico I de Sajonia logró una victoria para Segismundo en la batalla de Most, que no tuvo consecuencias desde el punto de vista militar, pues los husitas siguieron controlando la situación durante años, pero ese éxito táctico supuso para Federico que fuera elevado al grado de duque y príncipe elector de Sajonia. Con el beneplácito de Segismundo, Alberto II de Habsburgo se puso al mando de todas las tropas imperiales el 28 de septiembre de 1421 en Bratislava. A principios de octubre, un ejército cruzado tuvo que abandonar el asedio de Zatec y retirarse apresuradamente cuando se difundió el rumor de que venían los husitas. El castillo de Ostroh, al sur de Moravia, que los husitas llamaban el "Nuevo Tábor", se convirtió en el centro militar del movimiento en esta región. Desde aquí atacaron por sorpresa el convento de Velehrad y lo incendiaron. Ese mismo año, el obispo de Olomouc intentó recuperarlo con la ayuda de refuerzos austriacos, pero no lo consiguió.
La tercera cruzada terminó en enero de 1422 después de que las tropas católico-imperiales fueran derrotadas en las batallas de Kutná Hora y Havlickuv Brod.

## Conflictos internos (1423-1424)
Las atrocidades cometidas por los taboritas encolerizaron a los calixtinos, que se separaron de ellos y eligieron como su propio rey al príncipe lituano Zygmunt Korybut, quien contaba con el apoyo de su tío el rey polaco Vladislao II Jagellón porque le convenía tener una Bohemia independiente entre su país y el Sacro Imperio. Korybut vino el 17 de marzo de 1422 a Praga acompañado de numerosa gente armada y puso sitio al castillo de Karlštejn, pero el papa Martín V exigió al rey polaco que diera la orden de regreso al príncipe Korybut, de modo que las tropas polaco-lituanas abandonaron Bohemia el 24 de diciembre de 1420.
En la primavera de 1423 surgieron grandes discrepancias entre las diversas corrientes husitas. En la batalla de Hořice, abril de 1423, se impusieron los taboritas radicales, acaudillados por Žižka, sobre los utraquistas de Praga. En junio se llegó a un pacto temporal entre las diversas facciones en el palacio de Konopiste (un suburbio de Benesov). Las negociaciones de los utraquistas praguenses con el emperador Segismundo fracasaron en octubre de 1423 y volvió a estallar el conflicto interno de los husitas.
El 7 de junio de 1424, Žižka obtuvo la victoria en la batalla de Malesov y los combates se concentraron ahora en Moravia. El duque Alberto intentó controlar el país desde el sur, pero los husitas lanzaron ataques en el oeste, conquistando ciudades católicas.
Tras la muerte de Jan Žižka el 11 de octubre de 1424, víctima de una epidemia durante el asedio de Pribyslav, Procopio el Calvo se puso a la cabeza de los husitas, que extendieron sus expediciones más allá de Bohemia, ya expoliada económicamente.

## Incursiones de los husitas (a partir de 1425)
En 1425 llegaron hasta Silesia. Al mando de Procopio el Calvo se adentraron en la Baja Austria para distraer al duque Alberto que seguía operando en Moravia, así como reducir la carga de la propia tierra y hacer botín fuera de ella. Los bohemios destruyeron en noviembre el convento de Louka en Znojmo, conquistaron Retzy y Pulkau, ambas en Austria, saqueando además numerosos conventos y poblaciones. El duque Alberto temía que llegaran hasta el Waldviertel, por lo que ordenó al mariscal Otto von Maissau que tomara las medidas para impedirlo. En la primavera de 1426 asolaron Moravia y la Bohemia septentrional, apoderándose de muchas ciudades.
A las dietas imperiales convocadas por el emperador Segismundo en febrero y mayo de 1426 en Núremberg acudieron pocos delegados, y las decisiones allí tomadas contra los checos heréticos no pudieron ponerse en práctica. Los husitas amenazaron el margraviato de Meissen (Sajonia) y el 26 de mayo pusieron sitio a Ustí nad Labem (en alemán Aussig), pero la ciudad opuso una resistencia enconada. Los realistas organizaron un ejército - al parecer de 36.000 hombres - que entró en Bohemia por Brüx, Osseg y Graupen. El 16 de junio de 1426 por la mañana comenzó la batalla de Ustí. El príncipe Korybut y Procopio el Calvo esperaban sobre una colina el ataque del contingente de Meissen, parapetados en el pueblo de Predlice tras una barricada de carros de guerra sujetados entre sí con cadenas. La caballería alemana intentó cruzar las líneas, pero los husitas hicieron una salida y con unas horcas especiales les derribaban de las sillas. Sobre el campo de batalla quedaron unos 2000 checos y 500 nobles alemanes. Toda la impedimenta de los caballeros cayó en sus manos. Al día siguiente entraron en Ustí, la saquearon y prendieron fuego.
Los husitas invadieron el Weinviertel en marzo de 1426 y otro ejército de ellos cruzó la frontera por Weitra. En enero de 1427 se retiraron, no sin haber hecho antes los saqueos habituales. Luego asediaron Zwettl, donde se libró una cruenta batalla en un viñedo próximo. Las tropas austriacas que acudieron en socorro lograron de momento la victoria, pero cuando se dedicaban al pillaje del "Wagenburg" husita, fueron sorprendidos por éstos, reorganizadas ya sus filas, debiendo replegarse detrás de las murallas de la ciudad. Los checos saquearon la abadía de Altenburg y salieron del país.

## Cuarta cruzada (1427)
El papa Martín V urgía para que se realizara otra cruzada y se entregó el mando supremo al cardenal Enrique de Beaufort, obispo de Winchester. El partido católico reunió un gran ejército, al parecer de 80.000 hombres, entre los que había miles de arqueros ingleses, que se dirigió desde el Alto Palatinado hacia Bohemia. Las tropas católicas sufrieron una derrota contundente en la batalla de Tachov el 4 de agosto de 1427 cerca de la ciudad de Stříbro. El cardenal Beaufort y el resto del ejército tuvieron dificultades al huir hacia el oeste cruzando el bosque de Bohemia. El conde Juan del Palatinado logró al menos aniquilar en Tischenreuth a un contingente de mercenarios husitas que iban en su persecución.
A partir de 1428 Procopio el Calvo comenzó a hostigar los bastiones católicos, devastando la Baja Austria y partes de Silesia. En 1429 hubo una incursión a Lusacia. Las casas regentes de Wettin y Hohenzollern acordaron en Plauen, el 25 de julio de 1429, formar una alianza contra los husitas, pero tres meses después los husitas incendiaron Altendresden (actualmente un barrio de Dresde), entraron por el valle del río Mulde hacia Vogtland, conquistando Altenburg, Plauen, Oelsnitz y Auerbach. En 1430 hicieron incursiones incluso por Brandeburgo y Alta Franconia, y en 1431 llegaron hasta la Eslovaquia occidental.

## Quinta cruzada (1431)

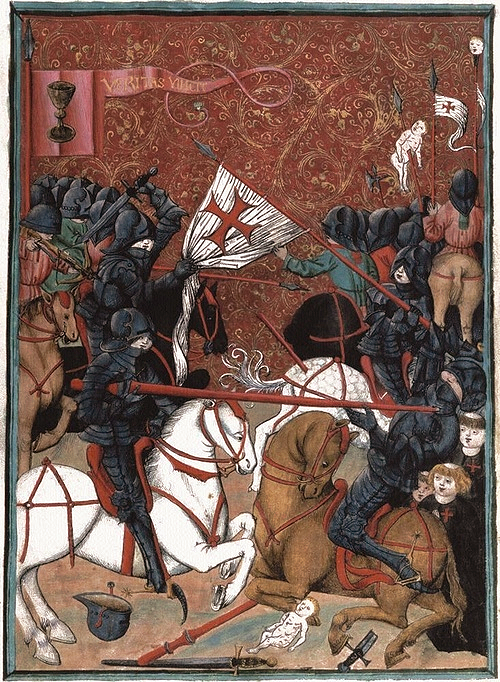
Ilustración del códice de Jena de la Batalla de Domažlice, ciudad de Chequia..

En la dieta imperial celebrada en 1431 en Núremberg se decidió continuar la lucha contra los husitas, pero ello no cambió la fortuna de las armas. La quinta cruzada, dirigida por el cardenal Giuliano Cesarini, terminó el 14 de agosto de 1431 con la desastrosa derrota en la batalla de Domažlice, de modo que el emperador optó por llegar a la paz mediante negociaciones.
Durante los dos años siguientes, los husitas realizaron incursiones a la Alta Silesia, la Eslovaquia occidental, Lusacia, la Baja Silesia, Brandeburgo y Nova Marcchia en Polonia hasta Gdansk. Dado que las tropas imperiales no conseguían victorias decisivas contra los husitas, se llevaron negociaciones entre 1431 y 1433. El príncipe elector Federico II de Sajonia firmó el 23 de agosto de 1432 una paz por separado por dos años. Procopio puso sitio a la ciudad católica de Pilsen a mediados de 1433, y un contingente husita, que había entrado en el Alto Palatinado en busca de forrajes, fue derrotado por el príncipe Juan del Palatinado en la batalla de Hiltersried el 21 de septiembre de 1433.

## Compromisos y derrotas
El nuevo papa Eugenio IV cedió a los deseos del concilio de Basilea y el 31 de mayo de 1433 coronó al emperador Segismundo en Roma. Un año después se habían equilibrado las relaciones entre el concilio, el emperador y el papa. El camino estaba abierto para una reforma de la Iglesia. En octubre de 1433 vino una delegación bohemia a Basilea, pero continuaron las disputas infructuosas. Gracias a su habilidad diplomática, Segismundo logró que se enviara una delegación basiliense a Praga para negociar allí, y sus actividades culminaron el 30 de noviembre de 1433 con los acuerdos llamados Compactata de Praga, que fueron aprobados por el concilio y los checos. En el curso de estas negociaciones, los utraquistas -el ala moderada de los husitas- volvieron al seno de la Iglesia y se aliaron incluso con las tropas imperiales en contra de los radicales taboritas. Estos fueron derrotados decisivamente en la batalla de Lipany el 30 de mayo de 1434 a consecuencia de un error táctico cometido por Procopio el Calvo. La batalla derivó en una matanza, en la que los vencedores liquidaron a los prisioneros, extinguiendo prácticamente a los taboritas. Una parte del ejército vencido se pasó al bando de los moderados, otros taboritas se enrolaron como mercenarios en ejércitos extranjeros. Solo un pequeño contingente, al mando de Jan Rohác, logró huir al castillo de Sion en Kutná Hora, donde resistieron hasta que fue conquistado finalmente en 1437 y Rohác ejecutado en Praga.
Al morir el rey Wenceslao de Polonia en 1434, cambió considerablemente la situación en el este, pues no era más de temer que los husitas se aliaran con los polacos. Se considera que la batalla de Brüx, el 23 de septiembre de 1434, fue la última de las guerras husitas, en la que éstos, aliados con los polacos, fueron gravemente derrotados por el emperador Segismundo, Federico II de Sajonia y Enrique de Schwarzburg.
Durante el verano de 1434 comenzaron por fin las negociaciones entre ambos bandos en Brno sobre los acuerdos logrados en Praga (1433) y sobre las condiciones en que Segismundo podría ser reconocido como rey de Bohemia. En la dieta regional de Jihlava, celebrada el 5 de julio, los husitas aceptaron los Compactata del concilio de Basilea y tuvieron que reconocer a Segismundo como rey de Bohemia, quien hizo una entrada triunfal en Praga el 23 de agosto de 1436.
La baja nobleza de Bohemia sacó el mayor provecho político y económico de las guerras husitas, en tanto que la región de Bohemia perdió durante varias generaciones la destacada posición económica y cultural que disfrutaba en Europa en el siglo XIV.